# 殿、利息でござる!
『殿、利息でござる!』（との りそくでござる）は、2016年5月14日に公開された日本のコメディ時代劇。

## 概要
原作は磯田道史の評伝「穀田屋十三郎」（『無私の日本人』所収）で、18世紀に仙台藩の吉岡宿で宿場町の窮状を救った町人達の記録『国恩記』(栄洲瑞芝著)を元にしている。松竹・東日本放送共同製作。東日本放送開局40周年記念作品。中村義洋監督、主演は阿部サダヲ。

## あらすじ
1766年（明和3年）の仙台藩領内の宿場町・吉岡宿。仙台藩の宿場町には宿場町間の物資の輸送を行う「伝馬役」が課せられており、通常は藩より宿場町に助成金が支給されているのだが、吉岡宿は藩の直轄領ではないため助成金が支給されていなかった。このため、伝馬役にかかる費用は全て吉岡宿の住人が負担して町は困窮し、破産者夜逃げ者が相次ぐ有様であった。このような町の有様を案じていた造り酒屋の当主・穀田屋十三郎は、町の窮状を訴えるため、代官に訴状を渡そうとするが、京から帰ってきたばかりの茶師・菅原屋篤平治に命が危険であると止められる。ある日の晩、未亡人ときが営む煮売り屋「しま屋」で篤平治と偶然一緒になった十三郎は、吉岡宿を救う手立てが何かないか相談する。篤平治が出した策は、吉岡宿の有志で銭を出し合い藩に貸して利息を取り、それを伝馬役に使うという奇策であった。百姓がお上にお金を貸すなど、案を出した当の篤平治ですら夢物語と言うほど現実味がない策のように思われたが、十三郎は策の実現のため、同志集めと銭集めに動き出す。
十三郎と篤平治は吉岡宿の実力者である遠藤幾右衛門と千坂仲内を説得して同志に引き入れ、秘密裏に銭集めを進めていくが、十三郎たちの行動は次第に吉岡宿の人々の関心を集めるようになり、周囲に諭されて銭を出す者や名誉欲に駆られて銭を出す者も現れ出した。また、私財を売り払ってまで銭集めに奔走する十三郎に対し、息子の音右衛門が反発するなど問題が山積していた。そんな中、十三郎の弟で実家の造り酒屋浅野屋を継いでいた甚内が協力を申し出て、目標額の千両に相当する5千貫文を集めた。出資する商人が尊敬を集める一方で出資しない商人が蔑まれるなど宿場内に出始めた不和を心配した千坂は銭を出した商人たちに徹底的に慎みを求め、子々孫々にいたるまで出資を自慢せず、上座に座る事もなく慎ましい生活を送る事などを誓わせる。
しかし、十三郎たちの申し出は、代官橋本権右衛門、郡奉行・今泉七三郎を経て仙台藩庁に提出されるが、出入司の萱場杢に却下されてしまう。人々は策を諦めかけるが、守銭奴と悪評が立っていた先代・浅野屋甚内が、伝馬役の免除のために銭を貯めていたことが分かり、吉岡宿のために動いてくれていた先代甚内に感銘を受けた吉岡宿の人々や代官・橋本の活動により、萱場は申し出を受け入れる。しかし、「藩は銭(貫文)は取り扱わないので、金(両)で納めるように」と言われる。藩は財政難で銭を乱発していたため交換比率が下がっており、さらに銭が必要となった。吉岡宿の人々が各々銭を工面するが銭が足りず、最終的に甚内が酒屋である浅野屋を潰すほど出資したり、音右衛門が仙台に奉公に出て10年分の給料を前借りするなどして千両を揃えた。十三郎たちは萱場から報奨金を受け、浅野屋のために銭を渡そうとするが甚内はその銭さえも宿場の人々に分け与えようとして固辞。そこへ藩主・伊達重村が現れ、3つの酒名を与えて浅野屋を潰さぬよう命じた。

## 登場人物
造り酒屋・穀田屋
- 穀田屋十三郎 - 阿部サダヲ[3]：穀田屋の当主。生まれは浅野屋で、穀田屋には幼少期に養子に出された。吉岡宿の窮状を見て、その行く末を案じている。
- 加代 - 岩田華怜[4]：穀田屋十三郎の娘。
- 穀田屋音右衛門 - 重岡大毅[5]：穀田屋十三郎の息子。私財を売り払ってまで吉岡宿を救おうとする父に反発する。

茶師・菅原屋
- 菅原屋篤平治 - 瑛太[3]：茶師。自称吉岡宿一の知恵者。
- なつ - 山本舞香[6]：菅原屋篤平治の妻。京の都の生まれ。

造り酒屋・両替屋 浅野屋
- 浅野屋甚内 - 妻夫木聡[3]：吉岡宿一の大店である浅野屋の当主。穀田屋十三郎の弟。先代同様の守銭奴と思われていたが、十三郎の計画に協力する。
- きよ - 草笛光子[7]：穀田屋十三郎と浅野屋甚内の母。
- 先代・浅野屋甚内 - 山﨑努[7]：浅野屋の先代主人。故人。穀田屋十三郎と浅野屋甚内の父。吉岡宿の住人からは守銭奴であると思われている。

その他吉岡宿関連の人物
- とき - 竹内結子[7]：煮売り屋「しま屋」の女将。
- 遠藤幾右衛門 - 寺脇康文[7]：吉岡宿の肝煎
- 千坂仲内 - 千葉雄大[7]：吉岡宿他40か村をまとめる大肝煎。
- 穀田屋十兵衛 - きたろう[8]：味噌屋。穀田屋 十三郎の叔父。
- 早坂屋新四郎 - 橋本一郎[7]：雑穀屋。
- 穀田屋善八 - 中本賢[7]：小物問屋。
- 遠藤寿内 - 西村雅彦[7]：両替屋。
- 栄洲瑞芝 - 上田耕一：龍泉院の住職。事の顛末を後世に伝えるため、「国恩記」を記す。
- 忠兵衛 - 芦川誠：大工
- 利兵衛 - 沖田裕樹：伝馬人足
- 卯兵衛 - 平野貴大：伝馬人足
- 伝五郎 - 小松利昌：伝馬人足
- 幸右衛門 - 宮本大誠：伝馬人足
- 平八 - 尾上寛之：伝馬人足

仙台藩
- 伊達重村 - 羽生結弦[9]：仙台藩第7代藩主。
- 萱場杢 - 松田龍平[7]：仙台藩の出入司（財政担当者）
- 橋本権右衛門 - 堀部圭亮：代官
- 八島伝之助 - 斎藤歩：代官
- 今泉七三郎 - 磯田道史：郡奉行

## スタッフ
- 原作 - 磯田道史 『無私の日本人』所収「穀田屋十三郎」文春文庫刊）
- 監督 - 中村義洋
- 脚本 - 中村義洋、鈴木謙一
- ナレーション - 濱田岳
- 音楽 - 安川午朗
- 主題歌 - RCサクセション「上を向いて歩こう」[10]
- 撮影 - 沖村志宏
- 照明 - 岡田佳樹
- 録音 - 松本昇和
- 音響効果 - 伊藤瑞樹
- 美術 - 新田隆之
- 編集 - 川瀬功
- 助監督 - 佐和田恵
- 特殊メイク - 江川悦子
- 所作指導 - 勇家寛子、清家一斗
- アクションコーディネーター - 吉田浩之
- ロケ協力 - 山形県、鶴岡市、せんだい・宮城フィルムコミッション、ながのフィルムコミッション、新潟県フィルムコミッション協議会 ほか
- スタジオ - 東宝スタジオ
- 企画協力 - 文藝春秋
- アソシエイトプロデューサー - 稲垣竜一郎
- ラインプロデューサー - 湊谷恭史
- エグゼクティブプロデューサー - 武田功、安達英雄
- プロデューサー - 池田史嗣、三好英明、鎌田恒幹
- 製作総指揮 - 大角正、両角晃一
- 制作・配給 - 松竹
- 企画・製作幹事 - 松竹・東日本放送
- 制作プロダクション - ザフール
- 制作協力 - 松竹撮影所 東京スタジオ、松竹映像センター、スタジオセディック、M&N CO株式会社
- 製作 - 『殿、利息でござる！』製作委員会（松竹、東日本放送、木下グループ、電通、テレビ朝日、朝日新聞社、朝日放送、メ〜テレ、九州朝日放送、北海道テレビ放送、河北新報社、ザフール、広島ホームテレビ、静岡朝日テレビ）

## 制作
映画『武士の家計簿』を観た宮城県大和町の元町議会議員・吉田勝吉が、原作者の磯田道史に「この話を本に書いて広めて欲しい」と手紙で託したのをきっかけに「穀田屋十三郎」を含めた『無私の日本人』を出版。
2014年、東日本放送が開局40周年記念事業の一環で、映画製作を中村義洋に依頼。「無私の日本人」を読んだ京都の読者が東日本放送に勤務している娘に送り、感動した娘が同社勤務の同僚に薦め、同僚が元同僚に薦めた。その元同僚が中村義洋の妻で「無私の日本人」を中村に見せた。「無私の日本人」に感動した中村が東日本放送に映像化を掛け合うが、最初時代劇に難色を示す。映画化した決め手は、東日本放送社長が「無私の日本人」に感動して映像化を許可したことだった。磯田はこの流れを「感動のドミノ」と称した。
本作は東日本大震災から5年目を意識した地方再生もテーマにしている。クランクインは2015年7月6日、宮城県と山形県を中心に8月末まで撮影された。
伊達重村役を演じた、仙台出身のフィギュアスケート選手羽生結弦の特別出演は、中村が「役者陣を圧倒するのはもはや役者ではない」と言い出したのがきっかけ。羽生は故郷の仙台に実在した人物の感動秘話に出演を快諾。撮影当日まで羽生の特別出演は極秘扱い、リハーサルで現れた羽生の姿に役者陣は歓声をあげた。

## 公開
2016年3月16日にMOVIX利府で完成披露プレミア試写会を開催2016年5月7日から宮城県内7館で先行公開。宮城県内先行公開期間（5月7日から5月13日まで）は、動員2万9,199人、興収3,488万3,200円を記録。
2016年5月14日に全国308スクリーンで封切られ、公開初週2日間で観客動員15万9,690人、興行収入1億9,488万1,200円を記録し、映画観客動員ランキング（興行通信社調べ）で初登場2位にランクインした。5月29日に行われたテレビ朝日の社長定例会見の時点では、75万6,000人、興行収入が9億200万円と発表。
宮城県内にあるイオンシネマ石巻では、公開1か月以上経っても気仙沼市からも見に来るなど、平日でも1回の上映で100人超の入場者数が出ることもあった。シネコンに初めて来る年配者も少なくないという。
6月20日、東日本放送で放映されている『突撃!ナマイキTV』で観客動員100万突破を発表。東日本放送公式ツイッターでも公表。
9月7日、文化通信で興行収入が13億突破。あわせて宮城県のシェアが13％と公表。
9月7日、『殿下萬萬稅』のタイトルで台湾で放映された。

## 受賞歴
- 第40回日本アカデミー賞[24]
  - 新人俳優賞 - 千葉雄大
  - 優秀美術賞 - 新田隆之

## テレビ放送
| 放送日         | 放送時間（JST）   | 放送局                      | 放送枠             | 備考 |
| -------------- | ----------------- | --------------------------- | ------------------ | ---- |
| 2023年11月3日  | 金曜12:55 - 15:55 | テレビ東京 （関東ローカル） | 午後のロードショー |      |
| 2024年12月17日 | 火曜13:00 - 15:10 | NHK BS                      | プレミアムシネマ   |      |